# Сиде
Сиде је град на јужној медитеранској обали Турске. То је модерно одмаралиште уз које су и рушевине древног града Сиде, једног од најпознатијих класичних локалитета у земљи. Лежи у близини града Манавгата и села Селимије, 78 км од Анталије у провинцији Анталија.
Налази се на источном делу памфилијске обале, која лежи око 20 км источно од ушћа реке Еуримедон. Данас се, као и у антици, древни град налази на малом полуострву у правцу север-југ, дужине око 1 км и ширине 400 м.

## Историја
Псеудо-Скилакс, Страбон и Аријан бележе да су град Сиде основали грчки досељеници из Киме у Еолиди, региону западне Анадолије. То се највероватније догодило у 7. веку пре нове ере. Његово туторско божанство била је Атина, чија је глава красила његов ковани новац.
Ковани новац који датира из десетог века пре нове ере, имао је главу Атине, заштитнице града, са натписом. Његов народ, пиратска хорда, брзо је заборавио свој језик и усвојио је језик староседелаца.
Уз добру луку за мале бродове, природна географија Сидеа учинила га је једним од најважнијих места у Памфилији и једним од најважнијих трговинских центара у региону. Према Аријану, када су досељеници из Киме дошли у Сиде, нису могли да разумеју дијалект. После кратког времена, утицај овог аутохтоног језика био је толико велик да су дошљаци заборавили свој матерњи грчки и почели да користе језик Сиде. Ископавања су открила неколико натписа написаних на овом језику. Натписи који потичу из 3. и 2. века пре нове ере остају недешифровани, али сведоче да је локални језик још увек био у употреби неколико векова после колонизације. Још један предмет пронађен у ископавањима у Сидеу, база базалтног стуба из 7. века пре нове ере и која се може приписати Новохетитима, пружа додатне доказе о раној историји налазишта. Име Сиде је можда анатолског порекла, али на грчком значи шипак (нар).
Готово да не постоје подаци о Сидеу под лидијским и персијским суверенитетом.

### Александар Велики
Александар Велики заузео је Сиде без борбе 333. п. н. е. Александар је иза себе оставио само један гарнизон да окупира град. Ова окупација је заузврат упознала народ Сиде са хеленистичком културом, која је цветала од 4. до 1. века пре нове ере. После Александрове смрти, Сиде је пао под контролу једног од Александрових генерала, Птоломеја I Сотера, који се прогласио краљем Египта 305. п. н. е. Птолемејска династија је контролисала Сиде док га Селеукидско царство није заузело у 2. веку пре нове ере. Ипак, упркос овим освајањима, Сиде је успео да сачува одређену аутономију, напредовао је и постао важан културни центар.
190. п. н. е. флота из грчког острвског града-државе Родос, подржана од Рима и Пергама, поразила је флоту селеукидског краља Антиоха Великог, која је била под командом одбеглог картагинског генерала Ханибала. Пораз Ханибала и Антиоха Великог значио је да се Сиде ослободио надмоћног Селеукидског царства. Уговор из Апамеје (188. п. н. е.) приморао је Антиоха да напусти све европске територије и да целу Малу Азију северно од планине Таурус уступи Пергаму. Међутим, Пергамска власт доминирала је де факто до Перге, остављајући источну Памфилију у стању неизвесне слободе. То је навело Атала II Филаделфа да изгради нову луку у граду Аталија (данашња Анталија), иако је Сиде већ поседовао своју важну луку. Између 188. и 36. пре Христа Сиде је ковао сопствени новац, тетрадрахме на којима је била Ника и ловоров венац (знак победе).
У 1. веку пре нове ере Сиде је достигао врхунац када су киликијски гусари основали своју главну поморску базу и центар за трговину робовима.

### Римљани
Конзул Сервилијус Ватија победио је ове разбојнике 78. п. н. е, а касније и римског генерала Помпеја 67. п. н. е, доводећи Сиде под контролу Рима и започињући његов други период успона, када је успоставио и одржавао добре радне односе са Римским царством.
Цар Август реформисао је државну администрацију и ставио Памфилију и Сиде у римску провинцију Галатија у 25 п. н. е, након кратке владавине Аминта из Галатије између 36. и 25. године п. н. е. Сиде је започео још један просперитетни период као трговачки центар у Малој Азији кроз трговину маслиновим уљем. Његова популација је нарасла на 60 000 становника. Овај период трајао је све до 3. века нове ере. Сиде је такође био центар за трговину робовима на Медитерану. Његова велика комерцијална флота бавила се пиратским радњама, док су богати трговци плаћали порезе, као што су јавни радови, споменици и такмичења, као и игре и борбе гладијатора. Већина сачуваних рушевина у Сидеу потичу из овог периода просперитета.
Сиде је био дом Јевстатија Антиохијског, филозофа Троила, црквеног писца Филипа из петог века; чувеног адвоката Трибонијана.

### Пропадање
Сиде је започео сталан пад од 4. века надаље. Чак ни одбрамбени зидови нису могли зауставити узастопне инвазије брђана са планине Таурус. Током 5. и 6. века Сиде је доживео препород и постао седиште епископије Источне Памфилије. Ипак су арапске флоте упадале и спалиле Сиде током 7. века, доприносећи његовом паду. Комбинација земљотреса, хришћанских зелота и арапских напада оставила је место напуштено до 10. века, а његови грађани су емигрирали у оближњу Аталију.
У 12. веку Сиде се привремено још једном утврдио као велики град. Натпис пронађен на месту некадашњег древног града приказује знатно јеврејско становништво у раном византијском добу. Међутим, Сиде је поново напуштен након што је опљачкан. Његово становништво се преселило у Аталију, а Сиде је постао познат као Ески Адалиа "Стара Анталија" и угашен.

### Црквена историја
Као главни град римске провинције Памфилија Прима, Сиде је био црквено градско седиште. Најранији познати епископ био је Епидаур, председавајући Анкирским синодом, 314. Други су Јован, четврти век; Јевстатије, 381; Амфилохије, 426-458, који је одиграо важну улогу у историји тога доба; Конон, 536; Петар, 553; Јован, 680-692; Марко, 879; Теодор, 1027-1028; Антим, присутан на синоду одржаном у Цариграду 1054; Јован, тада саветник цара Михајла VII Дуке, председавао је саветом 1082; Теодосије и његов наследник Никета, дванаести век. Јован, присутан на синоду у Цариграду 1156. Notitiae Episcopatuum је наставио да помиње Сиде као метрополу Памфилије све до тринаестог века. Не појављује се у Notitiae Андроника III. 1397. бискупија је уједињена са бискупијом Аталије; 1400. митрополит Перге и Аталије истовремено је био и администратор Сидеа.
Више није резиденција за становање, али Сиде је данас уврштен на листу титуларних седишта Католичке цркве.

## Рушевине
Велике рушевине су међу најзапаженијим у Малој Азији. Покривају велики рт који зид и ров одвајају од копна. Током средњовековних времена зид и ров су поправљени, а на рту се налази мноштво грађевина.

Постоје огромне рушевине позоришног комплекса, највећег у Памфилији, изграђеног слично римском позоришту које се ослања на лукове за потпору вертикала. Римски стил је усвојен јер је Сидеу недостајало погодно брдо које би се могло издубити на уобичајени грчки начин типичнији за Малу Азију. Позориште је мање очувано од позоришта у Аспендосу, али је готово једнако велико, за 15.000–20.000 људи. Временом и померањем земље, зид сцене се срушио преко бине и просценијум је у каскади лабавих блокова. Током византијског доба (5. или 6. век) претворено је у светилиште на отвореном са две капеле.
- Позориште у Сидеу
- Позориште у Сидеу
- Позориште у Сидеу
- Позориште у Сидеу
- Купатило

Добро очувани градски зидови обезбеђују улаз на локацију кроз хеленистичка главна врата (Megale Pyle) древног града, иако су ова врата из 2. века пре нове ере тешко оштећена. Следи улица са колонадама, чији мермерни стубови више не постоје; остало је само неколико поломљених остатака у близини старих римских терми. Улица води до јавног купатила, обновљеног као музеј који приказује статуе и саркофаге из римског периода. Следећа је квадратна агора са остацима округлог храма Тихе и Фортуне (2. век п. н. е.), са дванаест стубова, у средини. У каснијим временима кориштена је као трговачко средиште у којем су пирати продавали робове. Остаци позоришта, које је коришћено за борбе гладијатора, а касније и као црква, и монументална капија потичу из 2. века. Рани римски храм Диониса је у близини позоришта. Фонтана која је красила улаз је обновљена. На левој страни су остаци византијске базилике. Обновљено је и јавно купатило.
- Нимфенаум
- Градске зидине
- Остаци града
- Пут са колонадама
- Агора
- Храм Тихе на агори
- Монументална капија
- Аполонов храм
- Аполонов храм
- Јужна базилика
- Јужна базилика
- Агора
- Агора
- Јужна капија
- Купатило

Преостале рушевине Сиде укључују три храма, аквадукт и нимфенаум. Нимфенаум - пећина са природним водоснабдевањем посвећеним нимфама - била је вештачка пећина или зграда фонтане сложеног дизајна.
Постоји такође готово непознато, али пространо налазиште, у подножју Тауруса, неколико миља у унутрашњости, локално познато као Селеуција. Практично непозната спољном свету и уопште није представљена на интернету, то је римска тврђава коју је саградио Марко Антоније да би заштитио град Сиде. Простире се на најмање неколико квадратних миља и готово је потпуно неископана, осим две недеље 1975. године, када је турска влада финансирала две недеље ископавања. Место је, очигледно, коначно напуштено у 7. веку, када је земљотрес проузроковао да извор који је место напајао водом потпуно пресуши. Многе зграде су у изузетно добром стању, поготово јер, због недостатка доступног камена, значајна количина камених зидина садржи бетонске блокове на бази јаја и шљунка.
Тимови за ископавање пронашли су и древну грчку јавну кућу.
Турски археолози ископавају Сиде од 1947. године и са прекидима то и даље чине.

## Данас
1895. године, турски муслимански досељеници са Крита преселили су се у подручје рушевина и назвали га Селимије; градили су куће и над рушевинама кад су се тамо преселили критски Турци. Данас је Сиде постао популарна дестинација за одмор као резултат ширења обалног пројекта у Анталији.
Било је популарно место за посматрање помрачења Сунца 29. марта 2006.
Ужурбана улица звана Лиман Кадеси повезује градску аутобуску станицу са тргом на обали мора, где се налази статуа Ататурка.

## Истакнути људи
- Marcellus of Side, an ancient physician
- Troilus (philosopher), a sophist
- Трибонијан, познати византијски правник и саветник
- Callistus of Side, Olympic winner at Stadion race[13]
- Eustolus of Side, Olympic winner at Stadion race[13]